# Cultura das Bermudas
A cultura das Bermudas reflete a herança de seu povo, que é principalmente de ascendência africana e europeia. Uma pequena porcentagem de asiáticos também vivem na ilha. Embora as Bermudas sejam um território ultramarino do Reino Unido, também tem fortes ligações históricas com os Estados Unidos. Por um lado, os bermudenses parecem britânicos em seus costumes - por exemplo, jogando cricket, dirigindo à esquerda e tendo Rainha Elizabeth II em suas notas de banco. Ao mesmo tempo, uma forte influência cultural norte-americana é óbvia: a moeda é o dólar (a par com o Dólar americano); Os bermudenses frequentemente assistem à televisão dos Estados Unidos; e o inglês bermudiano compartilha muitas semelhanças com inglês americano. Vestimenta nas Bermudas, no entanto, é distinta de estilos americanos ou britânicos. Enquanto nos Estados Unidos ou na Grã-Bretanha, os shorts são considerados roupas casuais, bermudas são consideradas trajes formais nas Bermudas e são usadas com uma jaqueta e gravata. Além disso, apesar do clima tropical da ilha, é comum que as mulheres bermudense usarem saltos altos e meias, enquanto os homens usam casacos desportivos e laços, tanto de dia como de noite.
Os bermudenses podem parecer mais conservadores do que as pessoas no Reino Unido ou na América do Norte, e estão mais preocupados com a etiqueta. Os ilhéus dão alto valor ao protocolo, e coloca uma grande ênfase na pompa e na cerimônia. Por exemplo, pedir a alguém as direções em Bermudas sem primeiro dizer 'bom dia' ou 'boa tarde' é considerado abrupto e rude. Isso causa mal-entendidos e embaraços por parte de muitos visitantes norte-americanos ou britânicos, para quem isso é perfeitamente normal e que não pretendem ofender. O topless não é simplesmente desaprovado como indecente - é contra a lei.
No entanto, os bermudenses também podem ser tolerantes com o comportamento que seria considerado excêntrico em outros lugares. Um exemplo é Johnny Barnes, um motorista de ônibus aposentado que fica na estrada em Hamilton, saudando os passageiros em seu caminho para o trabalho, muitas vezes por nome, desejando-lhes um bom dia e dizendo a todos Eu te amo!. Tão grande é a estima em que ele é mantido localmente que uma estátua dele agora está em Hamilton.

## Literatura
O início da história literária das Bermudas foi em grande parte limitado a escritores não-bermudenses comentando sobre a ilha. Estes incluíam o poema de John Smith The Generall Historie of Virginia, New-England, and the Summer Isles (1624), e o poema de Edmund Waller Battle of the Summer Islands (1645). No século XX, um grande número de livros foram escritos e publicados localmente, embora poucos visassem um mercado mais amplo do que o das Bermudas (a maioria destes livros de referência acadêmica, ao invés de escrita criativa). Um romancista das Bermudas, Brian Burland, alcançou um grau de sucesso e aclamação a nível internacional, embora o primeiro (e, sem dúvida, o mais importante, historicamente) livro notável creditado a um bermudense foi o History of Mary Prince, uma narrativa escrava de uma mulher bermudense, Mary Prince, que ajudou a acabar com a escravidão no Império Britânico. A proximidade das Bermudas com os Estados Unidos significa que muitos aspectos da cultura dos EUA são refletidos ou incorporados à cultura bermudiana. Muitos escritores não bermudenses também fizeram das Bermudas seu lar, ou tiveram casas lá, incluindo A.J. Cronin e F. Van Wyck Mason, que escreveram sobre assuntos bermudenses.

## Música
Uma forma tradicional de música e dança é conhecida como The Bermuda Gombey, que deriva da África  Ocidental, e envolve cantos rítmicos e ritmos rápidos. O Gombey incorpora a dança tradicional da África Ocidental com componentes de missionários cristãos, Soldados britânicos e povos da América do Norte continental e do Caribe. Também encontrado nas Bahamas, a versão bermuda da dança envolve o uso do snare drum britânico, batido com varas de madeira. Esta prática decorre do fato de que muitos escravos trabalharam em bases militares britânicas. Estas danças são executadas tradicionalmente no dia de ano novo, no Boxing Day, e em 24 maio (dia das Bermudas).

## Artes gráficas
Alguns artistas atualmente ativos de renome, domiciliados nas Bermudas, entre eles, naval/retratista náutico (aposentado) Capitão Stephen J. Card que completou as comissões de colecionadores privados e para a Holland America Line, tanto de pintura e azulejo. Inspiração, precisão histórica e autenticidade dos numerosos navios (modernos e antigos) que ele retrata, emerge de sua vasta e variada carreira marítima (começando como cadete do mar), suas antigas conexões de trabalho, bem como uma importante biblioteca de pesquisa pessoal.